# Eugen Wüster
Eugen Bernhard Wüster (10. října 1898 Wieselburg, Rakousko – 29. března 1977) byl rakouský jazykovědec, jeden z otců technické terminologie a normalizace.

## Biografie
Byl synem průmyslníka, studoval elektrotechniku a promoval v roce 1927. V roce 1931 získal doktorát a v témže roce převzal vedení rodinného podniku (pily s elektrocentrálou a válcovnou). Továrna mu umožnila financovat mnohé vědecké projekty.
Ve svých dílech o terminologii počítal s esperantem, později okcidentalem a interlinguou jako s mezinárodním normalizačním jazykem budoucnosti.
Velké renomé získal ve vědeckých kruzích. Jeho dílo o normalizaci v technice přeložil Ernest Drezen do ruštiny (1935) a v následujícím roce sovětský normalizační výbor inicioval založení Technického Výboru ISA 37, zabývajícího se normalizací principů tvoření termínů a vytvářením odborných slovníků. Po druhé světové válce, když se ISA změnila na ISO, dosáhl znovuvytvoření komise jako ISO/TC 37 (terminologie: principy a koordinace). V roce 1971 inicioval ve Vídni založení organizace Infoterm, kterou vedl až do své smrti.
Jako lexikograf spolupracoval na 1. vydání šestijazyčného Mezinárodního elektrotechnického slovníku (International Electrotechnical Vocabulary, Londýn 1938). Dále se zabýval problémy bibliografických záznamů, reformou německého pravopisu, zajímalo ho Mezinárodní desetinné třídění, problémy informatiky, byl odborníkem na pily (habilitace 1952), redigoval vzorný odborný slovník na příkladu nástrojů (The Machine Tool, Londýn 1968) a vyučoval na Zemědělské univerzitě ve Vídni. Zanechal mnoho nepublikovaných rukopisů na různá témata.
V mládí aktivně pracoval v esperantském hnutí, později pro okcidental a interlinguu, a zanechal bohaté dílo.
V poválečném období, jako průkopník technické normalizace, byl v kontaktu také s československým Úřadem pro normalizaci a měření a stál u zrodu mezinárodní organizace TermNet (Unesco).

## Překlady
Kabanov: La germana inteligentularo kaj la milito (1917, z ruštiny s Maskem)
La efiko de la U-boata milito (1917)
Pilorio (1917)
Hauff: La Kantistino (1921)
Chamisso: Petro Schlemil (1922)

## Eseje o esperantu
La lastaj tagoj de l'Majstro (1921)
Die Bedeutung der Welthilfssprache Esperanto für den Techniker (1921 a 1924)
Die Verhältniswörter des Esperanto (1923)
Internationale Sprachnormung in der Technik. Besonders in der Elektrotechnik. (1931 – obsahuje kapitoly o esperantu a jeho využití v terminologii)
Konturoj de la lingvonormigo en la tekniko (1936, přeložil Dr. Emil Pfeffer)

## Slovníky
- Seznam děl v Souborném katalogu ČR, jejichž autorem nebo tématem je Eugen Wüster

Masxinfaka Esperanto-Vortaro (1923)
Enciklopedia Vortaro Esperanta-Germana (1923, 1925, 1926, 1929)
Zamenhofa Radikaro (1927)